# Axtorp, Skövde kommun
Axtorp är en bebyggelse väster om Ösan i Varola socken i Skövde kommun. Mellan 2015 och 2020 samt 2023 avgränsade SCB här en småort.